# Regenwürmer

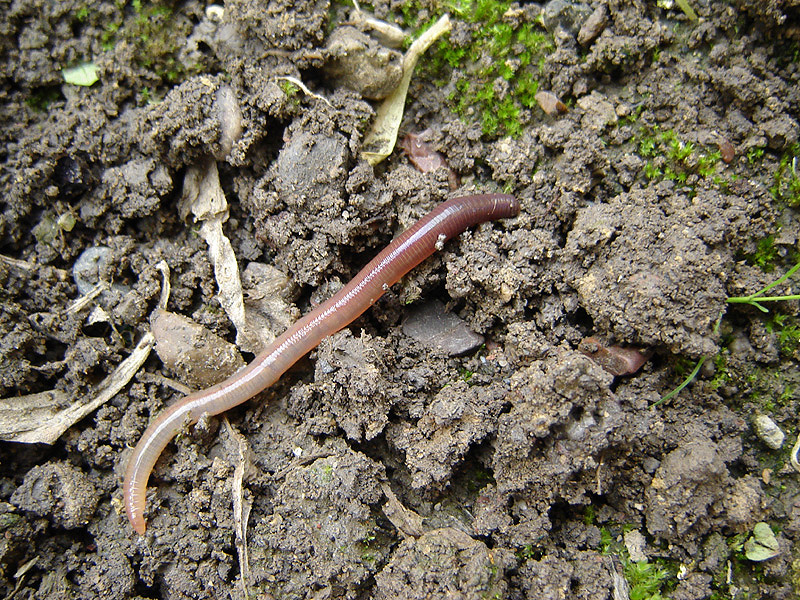
Regenwurm auf lockerem Oberboden

Die Regenwürmer (Lumbricidae) sind im Erdboden lebende, gegliederte Würmer aus der Ordnung der Wenigborster (Oligochaeta). Sie gehören innerhalb des Stammes der Ringelwürmer (Annelida) zur Klasse der Gürtelwürmer (Clitellata). Weltweit waren 2008 etwa 670 Arten der Regenwürmer (der Familie Lumbricidae) bekannt. Zusätzlich wird aber eine unbekannte Anzahl morphologisch nicht unterscheidbarer Kryptospezies vermutet.
In der Schweiz und in Deutschland leben derzeit 46 Arten, in Österreich 62. Nicht alle der in Europa lebenden Arten sind ursprünglich dort heimisch. Ihre durchschnittliche Lebenszeit liegt zwischen drei und acht Jahren. Der 9 bis 30 Zentimeter lange Tauwurm oder Gemeine Regenwurm (Lumbricus terrestris, früher auch als vermis terrae bezeichnet) ist neben dem 6 bis 13 Zentimeter langen Kompostwurm (Eisenia fetida) wohl die bekannteste einheimische Annelidenart.
Während die Zuordnung in Europa relativ eindeutig ist, gibt es in anderen Erdteilen zahlreiche weitere Anneliden anderer Familien, die eine vergleichbare Lebensweise besitzen und auch Regenwürmer (oder earthworms) genannt werden. Die gesamte Gruppe ist untereinander verwandt und wohl monophyletisch. Sie wird nach einem morphologischen Merkmal, dem mehrlagigen Clitellum, Crassiclitellata genannt. Sie umfasst neben den Lumbriciden die Familien Acanthodrilidae, Megascolecidae, Octochaetidae, Ocnerodrilidae, Eudrilidae, Hormogastridae, Lutodrilidae, Ailoscolecidae, Sparganophilidae, Glossoscolecidae, Kynotidae, Almidae und Microchaetidae, wobei einige dieser Familien in ihrer Abgrenzung und Eigenständigkeit taxonomisch umstritten sind. Wird ein Tier als „Regenwurm“ bezeichnet, kann es also, außerhalb Europas, auch einer anderen Familie der Crassiclitellata angehören.

## Name
Die Herkunft der Bezeichnung „Regenwurm“ ist umstritten. Aus dem Verhalten des Regenwurms (von althochdeutsch rëganwurm) schloss man auf bevorstehenden Regen. Einer Ansicht zufolge soll er auf den althochdeutschen Begriff „Regnwurm“ zurückgehen, der sich auf das Verhalten der Würmer beziehe, bei starken Regenfällen die unterirdischen Wohnröhren rasch zu verlassen, um auf der Erdoberfläche dem Wasseranstieg im Oberboden zu entkommen. Nach anderer Ansicht rührt der deutsche Name von ihrer steten unterirdischen Aktivität her; noch im 16. Jahrhundert soll es die Bezeichnung „reger Wurm“ gegeben haben.
Auf den eigentlichen Aufenthaltsort des Wurms bezogen sind dagegen beispielsweise die englische Bezeichnung „earthworm“ („rainworm“ ist falsch und existiert nur als Dialektausdruck) das türkische „yer solucanı“ und der französische Begriff „ver de terre“ (Erdwurm).

## Körperbau

### Segmentierung

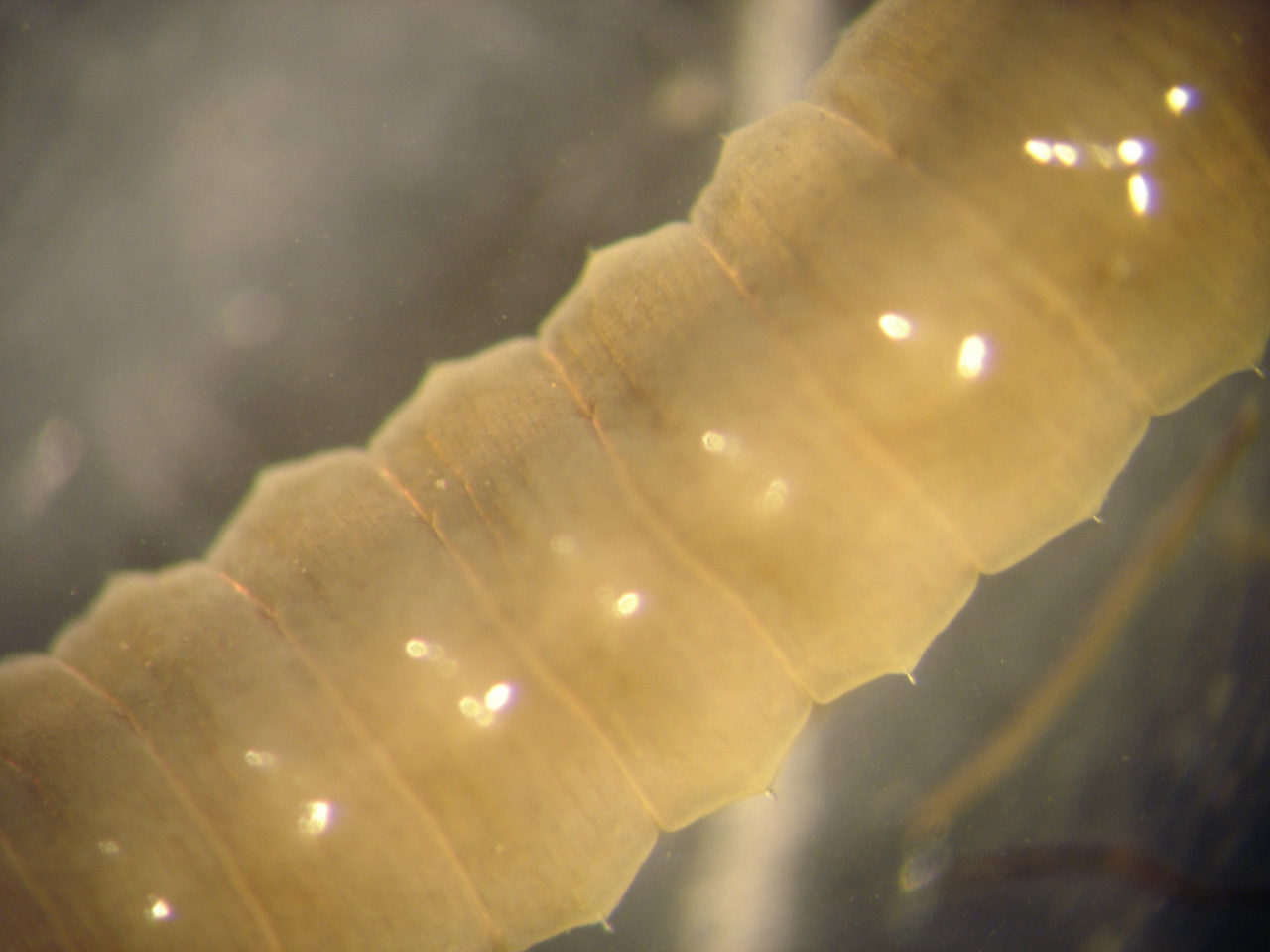
Borsten vergrößert durch ein Mikroskop

Der Körper des Regenwurms besteht aus zahlreichen zylindrischen Gliedern (Segmenten), die außen an ihren Seiten die kaum aus der Haut hervorragenden Borsten tragen. Die Borsten, von denen Regenwürmer pro Segment vier Paare besitzen, bestehen aus Chitin und Proteinen und können mit Hilfe besonderer Muskeln bewegt werden. Die Anzahl der Segmente nimmt mit dem Alter des Wurms zu. Eine spezielle Wachstumszone in der Nähe des Hinterendes produziert neue Glieder. Ausgewachsene Exemplare erreichen um die 160 Segmente.

### Hautmuskelschlauch
Nach außen hin ist der gesamte Körper des Wurms und damit auch jedes seiner Segmente durch einen Hautmuskelschlauch abgegrenzt. Auf eine einschichtige Epidermis, die einige Drüsen- und Sinneszellen enthält und nach außen von einer kollagenhaltigen Cuticula umgeben ist, folgt eine Ringmuskelschicht. An diese schließt wiederum nach innen die dicke Längsmuskelschicht an. Die meisten Arten besitzen Hautpigmente. So sind zum Beispiel viele Lumbricus-Arten mehr oder weniger rot gefärbt. Alle Allolobophora-Arten besitzen dagegen mehr dunkle Pigmente, die die Hautoberfläche eher hellgrau oder grau-schwarz erscheinen lassen.

### Verdauungsorgane

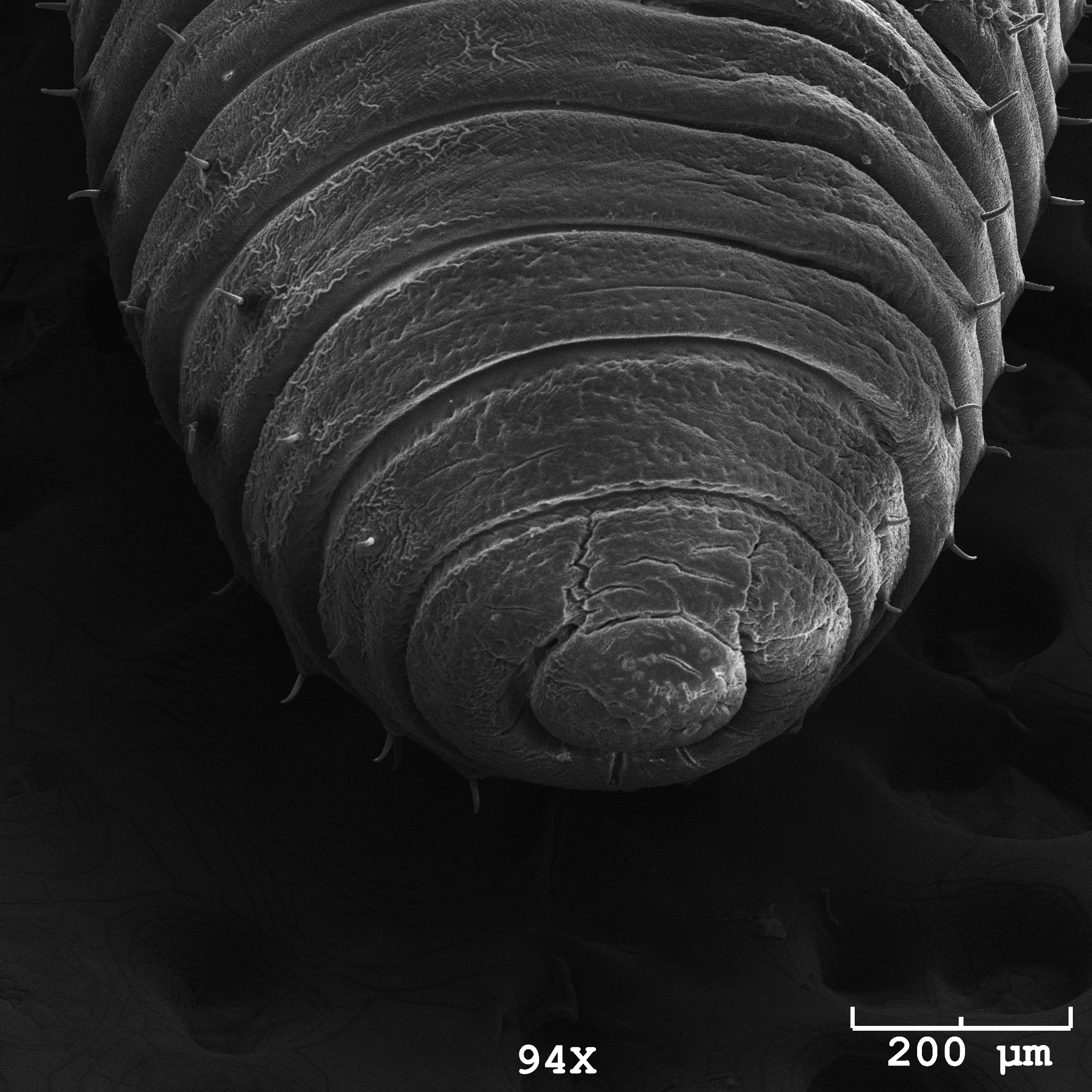
(Eisenia hortensis) Prostomium im Rasterelektronenmikroskop

Eine Art Oberlippe, auch Kopflappen (Prostomium) genannt, überwölbt am Kopfende den Mund. Die Mundöffnung führt in den Darm, der den Regenwurm von vorn bis hinten vollständig durchzieht. Der Darm beginnt mit dem muskulösen Pharynx, auf den die Speiseröhre (Oesophagus) mit ihren Kalksäckchen sowie ein muskulöser Kropf und Muskelmagen folgen. Hier wird (ähnlich wie bei Hühnern) die pflanzliche Nahrung durch mitaufgenommene kleine Steinchen (hier Sandkörner) gleichmäßig zerrieben. Es folgt der lange Mitteldarm, der auf der Rückenseite in seiner gesamten Länge eine Einstülpung (Typhlosolis) aufweist, die die innere Darmoberfläche vergrößern hilft. Am Hinterende des Wurms befindet sich der After. Mit Hilfe kalziumhaltiger Abscheidungen neutralisieren die Würmer alle aufgenommenen säurehaltigen Bodeninhaltsstoffe und sorgen so auf natürliche Weise für eine Verbesserung des pH-Werts im Oberboden.

### Coelom
Zwischen den inneren Organen und dem Hautmuskelschlauch liegt in jedem Segment rechts und links ein mit Flüssigkeit ausgefüllter und von einer elastischen zarten Haut umgebener Hohlraum, die sekundäre Leibeshöhle (Coelom). Die abgrenzenden Quer- und Längswände in den Segmenten werden als Dissepimente bzw. Mesenterien bezeichnet. Die eingeschlossene Flüssigkeit wirkt für den wirbellosen Organismus als hydrostatisches Skelett. Im Zusammenwirken mit dem Hautmuskelschlauch unterstützt es den Wurm sowohl beim Bohren im Boden als auch bei der Fortbewegung allgemein, z. B. beim Kriechen an der Bodenoberfläche oder in der Wohnröhre.

### Ausscheidungsorgane
Die Ausscheidungsorgane beginnen hinten in jedem Coelomsäckchen der Segmente (mit Ausnahme der ersten drei Glieder und des letzten Segments) links und rechts vom Darm mit je einem Wimperntrichter, der sogenannten Nephridien. Diese gehen im nächsten Coelomsäckchen in einen langen, in Schleifen gewundenen, von Blutgefäßen umsponnenen Exkretionskanal über, der sich im Endabschnitt zu einer Harnblase erweitert. Der Wimpertrichter saugt Coelomflüssigkeit an, deren größter Teil im Exkretionskanal ins Blut transportiert wird (bis auf die Abfallstoffe). Die Adern dienen gleichzeitig der Versorgung des Ausscheidungsorgans mit Sauerstoff und Nährstoffen. Diese Versorgung der Zellen ist nötig, weil an den Schleifen des Nephridiums aktive Transportvorgänge zur Ausscheidung von Harnsäure, Harnstoff, Ammonium und Salzen sowie zur Resorption von Wasser, Ionen und organischen Verbindungen ablaufen.

### Fortpflanzungsorgane
Regenwürmer besitzen als Zwitter sowohl weibliche als auch männliche Geschlechtsorgane und diese zudem jeweils beidseitig. Sie beginnen mit zwei Paar Hoden jeweils vorn im Coelom der Segmente 10 und 11, angeheftet an deren vordere Scheidewände (Mesenterien oder Septen). Die Hoden sind bei einigen Gattungen in eine Samenkapsel eingeschlossen, bei anderen frei. Die reifen Spermien werden in einem Vorratsbehälter (Vesikel) gesammelt, der sich als Ausstülpung des hinteren Dissepiments in das folgende Segment erstreckt. Die Spermien werden von paarigen Spermienleitern (vasa deferentia), jeweils mit einem Wimperntrichter (einer Öffnung mit einem Saum von Zilien, die in Richtung des Inneren schlagen) aufgefangen, diese vereinigen sich beiderseits und münden meist in zwei erkennbaren Öffnungen (männliche Poren) nach außen. Die männlichen Genitalporen liegen meist im 13. oder 15. Segment. Im Segment 13 liegen entsprechend die weiblichen Organe (Eierstöcke). Die Eier werden von Eileitern, ebenfalls mit trichterförmiger Öffnung ins Coelom des Segments zu porenförmigen Öffnungen im folgenden 14. Segment geleitet. Bei der Paarung werden die Spermien des jeweiligen Partners zunächst in Samentaschen (Receptacula seminis) aufgenommen, deren Anzahl gattungsspezifisch verschieden ist. Die Befruchtung erfolgt im durch das Clitellum gebildeten Kokon (vgl. im Abschnitt Fortpflanzung).

### Nervensystem

Längsschnitt durch das Vorderende (Prostomiom)
bm = Bauchmark
d = Darmlumen mit Nahrungspartikeln
ep = Epithel
lm = Längsmuskulatur
m = Mundöffnung
osg = oberes Schlundganglion
rm = Ringmuskel
usg = unteres Schlundganglion

Das Nervensystem ist hoch entwickelt. Es ist in das Gehirn oder Oberschlundganglion, das Bauchmark und die Segmentalnerven untergliedert. Das aus zwei miteinander verwachsenen Cerebralganglien bestehende Gehirn liegt im dritten Segment kurz vor dem Beginn des Pharynx dorsal dem Darm auf. Von ihm ziehen zahlreiche Nerven nach vorn in Richtung Prostomium. Schlundkonnektive verbinden das Oberschlundganglion auf beiden Seiten des Vorderdarms mit dem zu Beginn des vierten Segments ventral vom Darm gelegenen Unterschlundganglion (siehe nebenstehende Abbildung). Es folgt der Hauptstrang des Nervensystems, der auf der Bauchseite den Wurm vom vierten Kopfsegment bis zum Schwanzsegment durchzieht. Er wird daher als Bauchmark bezeichnet. In einem Frontalschnitt durch das Bauchmark erkennt man, dass es sich evolutionär vom Strickleiternervensystem ableitet. Die ursprüngliche Organisation des Strickleiternervensystems besteht aus paarigen, längs zur Körperachse verlaufenden Konnektiven, die durch quer zur Körperachse angeordnete Kommissuren miteinander verbunden sind. Konnektive und Kommissuren sind durch Nervenknoten (Ganglien), die überwiegend aus den Zellkörpern der Nervenzellen bestehen, miteinander verbunden. Beim Regenwurm sind diese Elemente alle in einem median verlaufenden (unpaaren) Nervenstrang vereint. In azangefärbten histologischen Präparaten kann man die beiden Faseranteile (Kommissuren und Konnektive) sowie die Nervenknoten auf geeigneten Schnitten gut differenzieren.
Pro Segment zweigen vom Bauchmark je drei Paar Segmentalnerven ab. Das vordere Paar liegt im kranialen (kopfwärts orientierten) Abschnitt eines Segments; das mittlere und das hintere Paar liegen meist eng benachbart im caudalen (schwanzwärts orientierten) Bereich eines Segments. Diese typische Anordnung erlaubt in den allermeisten Fällen, ein histologisches Präparat nach kopfwärts/schwanzwärts zu orientieren. Nach ihrer Abzweigung vom Bauchmark verlaufen die Segmentalnerven zunächst durch die sekundäre Leibeshöhle des Regenwurms (Coelom) und treten dann in den Hautmuskelschlauch ein, wo sie sich in einen ventralen und einen dorsalen Ast auftrennen. In ihrem weiteren Verlauf zwischen Ring- und Längsmuskulatur zweigen fortwährend feine Fasern ab und innervieren die Muskelzellen sowie die Zellen der Epidermis.
Die Innervation der Dissepimente, also der muskulösen Scheidewände zwischen den Segmenten, erfolgt durch die sogenannten Septalnerven, die in den Achseln der vorderen Segmentalnerven vom Bauchmark abzweigen.
Das Darmnervensystem des Regenwurms, das man auch stomodaeales System nennt, wurde erst relativ spät entdeckt. Augen fehlen zwar, doch ist der Regenwurm vor allem am Vorder- und Hinterende lichtempfindlich. In der Epidermis finden sich einzelne Sehzellen. Somit ist der Regenwurm zumindest in der Lage, hell und dunkel zu unterscheiden. Der Regenwurm reagiert sehr sensibel auf Erschütterungen des Bodens.

### Blutgefäßsystem
Besondere Atmungsorgane besitzt der Regenwurm nicht, aber ein vielfach verzweigtes, geschlossenes Blutgefäßsystem, das den über die Haut aufgenommenen Sauerstoff und die aus dem Darm aufgenommenen Nährstoffe im ganzen Körper verteilt. Es besteht aus einem Rückengefäß, das das Blut von hinten nach vorn treibt, und einem Bauchgefäß. In den Segmenten sieben bis elf werden die beiden Hauptblutgefäße durch muskulöse und stark kontraktile Schlingen, die sogenannten Lateralherzen (zwei pro Segment), miteinander verbunden. In den übrigen Segmenten gibt es zwischen dem Rücken- und dem Bauchgefäß keine direkte Verbindung über Ringgefäße, sondern über Seitengefäße, die sich in den Organen und im Hautmuskelschlauch weiter zu Kapillaren verzweigen und dann wieder vereinigen. Das Blut selbst ist durch den roten Blutfarbstoff Hämoglobin, der im Blutplasma gelöst ist, rot gefärbt. In den Hautkapillaren gibt das Blut Kohlendioxid an die Luft ab und nimmt Sauerstoff auf, der an das Hämoglobin gebunden wird, sich teilweise aber auch direkt im Wasser des Blutes löst (Hautatmung); umgekehrt verläuft dieser Gasaustausch in den Kapillaren der inneren Organe. Um die Hautatmung zu gewährleisten, muss die Haut feucht bleiben. So kann der Regenwurm auch in sauerstoffreichem Wasser überleben. Das Blut enthält auch farblose Blutkörperchen, die Amoebocyten, die jedoch meistens den Gefäßwänden anliegen. Das Hämoglobin des Regenwurms besteht nicht wie das des Menschen aus nur 4, sondern aus 24 Untereinheiten. Entsprechend hoch ist die molare Masse von 3.840.000 g·mol−1.

### Familientypische Merkmale der Lumbricidae innerhalb der Crassiclitellata
Die Regenwürmer der Familie Lumbricidae haben wie die meisten Crassiclitellata (Regenwürmer im weiteren Sinne) zylindrische Körper, manchmal mit einem abgeflachten Körperende, bisweilen auch mit einem viereckigen, achteckigen oder trapezoiden Körperquerschnitt. Die meisten Lumbriciden besitzen Dorsalporen, kleine Öffnungen am Rücken, in denen das Coelom nach außen mündet und mit denen Wasser abgegeben oder aufgenommen werden kann.
Die Lumbriciden haben keinen Kaumagen im Bereich des Oesophagus, dafür aber einen Kaumagen im Mitteldarm, der 1 bis 2 Segmente zwischen dem 17. und dem 20. Segment einnimmt. Davor sitzt ein Kropf in einem einzigen Segment zwischen dem 15. und dem 17. Segment. Die Tiere haben in ihrer Vorderdarmwand Kalkdrüsen in einigen oder allen Segmenten zwischen dem 10. (manchmal auch 9.) und dem 15. Segment. Die großen Nephridien sind wohl entwickelt.
Das Clitellum der Lumbriciden ist meist sattelförmig und nimmt 4 bis 32 Segmente zwischen dem 17. und dem 52. Segment ein. Es weist zudem in der Regel paarige bandförmige oder papillenartige Pubertätsleisten (Tubercula pubertatis) auf. Entsprechend dem Grundbauplan der Crassiclitellata haben die Lumbriciden stets zwei Paar Hoden im 10. und 11. Segment (holandrisch), dahinter aber nur ein Paar Eierstöcke im 13. Segment (metagyn), von denen die beiden Eileiter zu dem bauchseitig gelegenen Paar weiblicher Geschlechtsöffnungen am 14. Segment führen. Die Spermienleiter dagegen vereinigen sich, von den vier Hoden kommend, zu einem Paar, kreuzen mehrere Segmente, darunter das eierstocktragende, und führen so zum Paar der männlichen Geschlechtsöffnungen, das sich hinter den weiblichen bauchseitig am 15. Segment, selten am 13. oder 14. Segment noch vor dem Clitellum befindet. Die paarigen, adiverticulaten (keine Blindsäcke aufweisenden) Receptacula seminis sind entweder interparietal oder breiten sich frei ins Coelom aus und münden über paarige Öffnungen in 2 bis 8 Furchen zwischen den Übergängen vom 5. zum 6. Segment und vom 19. zum 20. Segment nach außen, meist 2 Paar Öffnungen in den beiden Furchen zwischen dem 9. und dem 11. Segment.

## Regeneration nach Verstümmelung

### Regenerationsvermögen
Regenwürmer verfügen über ein beachtliches Regenerationsvermögen. So ist es den Tieren möglich, nach der Durchtrennung ihr Hinterende fast vollständig wieder auszubilden, wobei das Regenerationsvermögen zur Körpermitte hin abnimmt. Am Vorderende können je nach Art maximal die ersten vier bis acht Segmente und das vor der Mundöffnung gelegene Prostomium abgetrennt werden. Diese Segmente werden wieder ersetzt. Die Regeneration des im 3. Segment gelegenen Gehirns (Oberschlund- und Unterschlundganglion) wurde beim Regenwurm Dendrobaena veneta (synonym: Eisenia hortensis) untersucht. Fehlt das Gehirn, ist die Bildung der Gameten gehemmt, doch wird sie durch Regeneration des Gehirns wieder hergestellt. Die Gonaden (Hoden im 10. und 11. Segment, Eierstöcke im 13. Segment) können nach Verlust jedoch nicht wieder gebildet werden. Trennt man vorn mehr Segmente ab, werden nicht mehr alle regeneriert. Bei mehr als 15 entfernten Segmenten ist meist keine Regeneration des Vorderendes mehr möglich. Das Regenerat hebt sich durch seine hellere Färbung von der benachbarten Körperpartie deutlich ab.
Das weit verbreitete Gerücht, dass zwei lebende Würmer entstünden, wenn man einen Wurm in der Mitte durchtrennt, trifft nicht zu. Jedes Körpersegment besitzt die genetische Anlage, den After wieder auszubilden, nicht aber den Kopf. Gelegentlich entsteht bei manchen Arten nach der Durchtrennung aus dem abgeschnittenen Hinterende ein Wurm mit zwei Aftern, der dann je nach Anzahl der noch verbliebenen Segmente über kurz oder lang verhungert. Das Vorderende kann nur überleben, wenn die Teilung des Regenwurms hinter dem 40. Segment erfolgt. Davor befinden sich lebenswichtige Organe wie die Lateralherzen, die für die Aufrechterhaltung des Blutkreislaufs erforderlich sind und bei Verlust zum Tode führen. Auf Grund von Wundinfektionen überleben in freier Natur eher wenige durchtrennte Regenwürmer.
Während der Regeneration fallen die Regenwürmer in eine Körperstarre. Dies machen sich Maulwürfe zunutze, die in die vordersten Segmente beißen um die dann unbeweglichen Regenwürmer in Kammern als Vorrat zu lagern.

### Selbstverstümmelung
Die Würmer sind auch in der Lage, sich in bestimmten Gefahrensituationen selbst zu verstümmeln (Autotomie), z. B. wenn sie ein Fressfeind gepackt hat. Hierbei schnürt der Wurm am Hinterende eine Reihe von Segmenten ab und überlässt sie dem Räuber, um sich mit dem restlichen Körper durch Flucht in Sicherheit zu bringen.

## Lebensweise

### Lebensraum

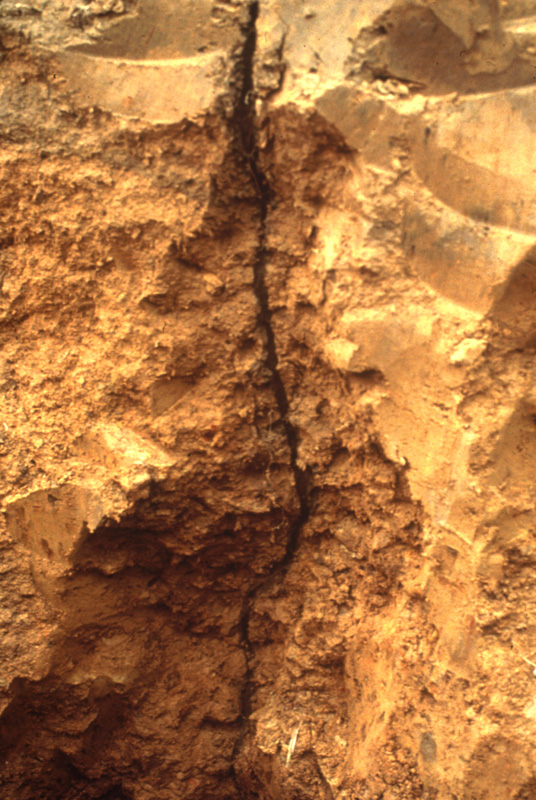
Tiefgründige, vertikal angeschnittene Regenwurmröhre

Die Regenwürmer lassen sich in drei Gruppen einteilen:
- Epigäische Arten wohnen knapp unterhalb der Bodenoberfläche im organisch angereicherten Horizont oberhalb des Mineralbodens. Sie leben vorwiegend von Tierausscheidungen und abgestorbenem Pflanzenmaterial. Aufgrund des notwendigen UV-Schutzes sind sie dunkel gefärbt.
- Anektische oder anözische Formen sind vertikalgrabend und suchen auch tiefere Bodenschichten (2 m und mehr) auf. Diese Arten fördern die Durchmischung der Mineralerde mit dem Humus.
- Endogäische Vertreter der Regenwürmer leben im oberen Bereich des Mineralbodens. Sie sind durchscheinend bleich gefärbt, da sie selten an die Oberfläche kommen.

Regenwürmer können anoxische Bedingungen (ganz ohne Sauerstoff) in wassergesättigten Böden nur bis zu etwa zwei Tage lang überstehen. Sie fehlen deshalb in grundwassergesättigten Böden. Auch nasse und dabei saure Moorböden werden nicht besiedelt. Typische Regenwurmarten wassergesättigter Böden sind Octolasium tyrtaeum und Proctodrilus antipae.
Obwohl überwiegend terrestrisch, gibt es auch einige aquatische Regenwürmer, die stehende und fließende Gewässer besiedeln. Die einzige in Europa häufige und verbreitete Regenwurmart, die aquatisch und in wassergesättigten Böden lebt, ist Eiseniella tetraedra. Diese Art kommt zum Beispiel verbreitet in der Gewässersohle des Rheins vor.

### Ernährung

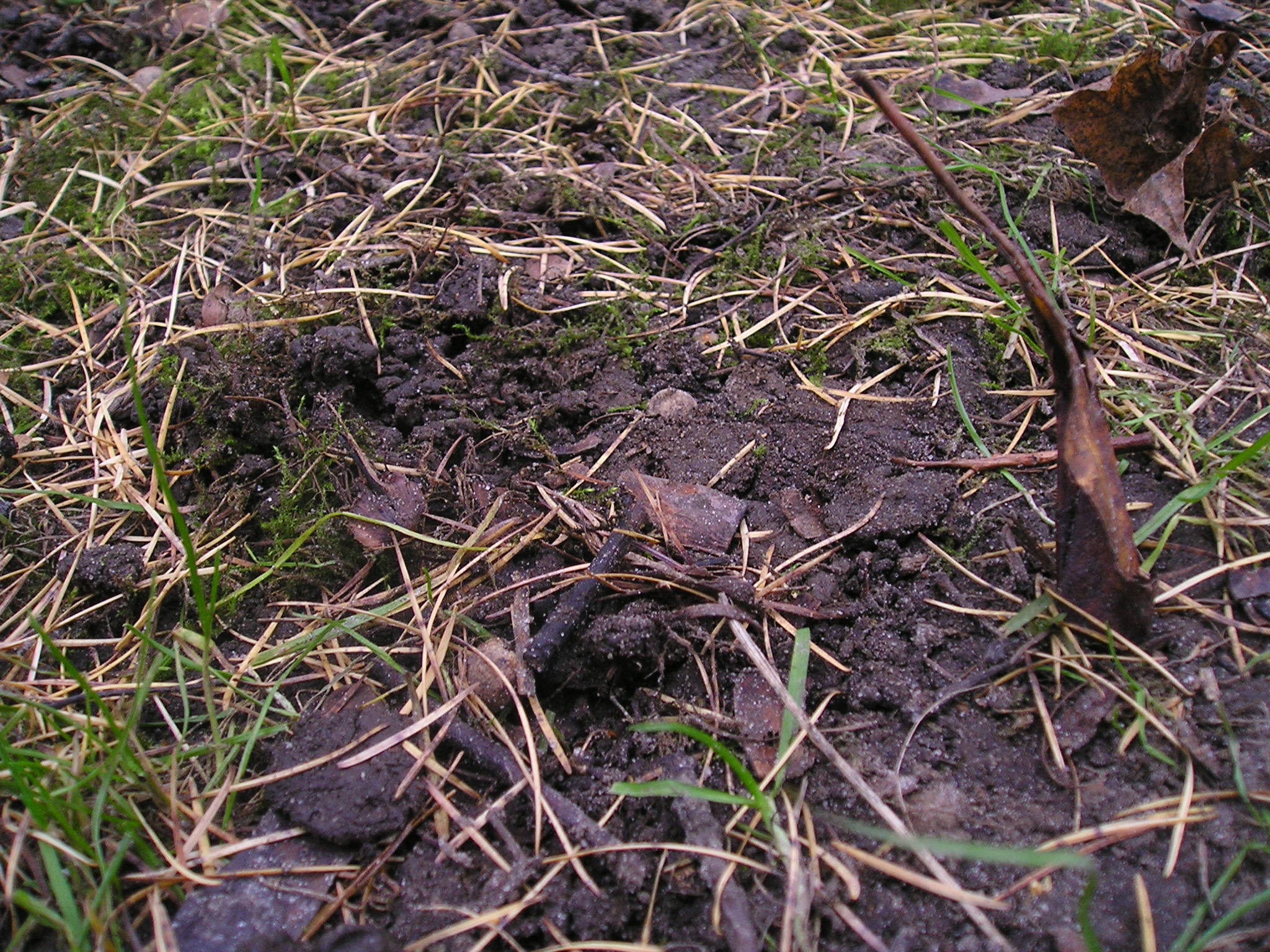
Teilweise in den Boden gezogene Blätter (rechts) und Ausscheidungen (linke Bildmitte) von Regenwürmern

Die nachtaktiven Regenwürmer sind überwiegend Substrat- und Pflanzenfresser. Das heißt, sie füllen ihren Darm mit humusreicher Erde und vermodertem Pflanzenmaterial. Sie ziehen nachts beispielsweise Keimlinge und Blätter in die Erde, um sie dort verrotten zu lassen und später als Nahrung zu verwerten. Um die Blätter festzuhalten, können Regenwürmer ihr Vorderende knopfartig aufblähen, sodass ihr Mund wie von einer Saugscheibe umgeben ist. Diese wird an das Blatt oder den Blattstiel gepresst und mit Hilfe des muskulösen Pharynx saugt sich der Wurm so sehr fest, dass er in der Lage ist, das angesaugte Blatt rückwärts kriechend in seine Wohnröhre zu ziehen. Sekrete aus den Pharynxdrüsen fördern den Zersetzungsprozess. Die aufgenommene Nahrung wird anschließend mit Hilfe des Muskelmagens zerrieben und im Mitteldarm verdaut.
Ständig fressen sich die Regenwürmer kreuz und quer durch die Bodenschichten ihres Lebensbereiches. Die dabei aufgenommene Erde enthält Detritus-Bestandteile, Bakterien, Pilzsporen und zahlreiche Einzeller, die verdaut und als Nahrung genutzt werden können. Manche Arten verzehren auch Aas. Durch die Beschaffenheit der Erde, die der Regenwurm erzeugt, wenn er die mitgefressenen Bodenbestandteile wieder ausgeschieden hat, werden die für den Boden nützlichen Mikroorganismen gefördert und die bodenfeindlichen eingedämmt, z. T. sogar vernichtet.

### Fortbewegung und Graben
Mit Hilfe seiner Borsten und der Ring- und Längsmuskulatur ist der Regenwurm in der Lage, sich sowohl vorwärts als auch rückwärts kriechend zu bewegen. Sind beispielsweise beim Kriechen die Borsten schräg nach hinten gerichtet, bewirkt das Zusammenziehen der Ringmuskeln des Vorderendes, dass dieses dünner und länger wird. Dabei verankern die Borsten die hinteren Segmente im Boden, während der vordere Teil sich über den Boden gleitend nach vorne schiebt. Nun folgt eine von vorn nach hinten verlaufende Kontraktion der Längsmuskeln, wodurch die Segmente wieder dicker und kürzer werden, was den Wurmkörper nach vorne zieht (peristaltische Bewegung). Berührungs- und Lichtreize können Regenwürmer auch zu sehr raschen Muskelkontraktionen im Sinne einer Fluchtreaktion veranlassen.
Bei ihren Wanderungen durch die Böden bilden Regenwürmer Röhren. In lockerem Bodensubstrat wie zum Beispiel feuchten Waldböden oder Komposterde haben die Tiere beim Durchdringen des Bodens keine Probleme. Mineralböden dagegen bieten je nach Körnung, Festigkeit und aktuellem Wassergehalt sehr unterschiedliche Widerstände. Beim Eindringen in den Oberboden sowie beim Bau neuer unterirdischer Wohnröhren wird das verdünnte Vorderende als Bohrinstrument benutzt. Zum Überwinden des Bodenwiderstandes dient der stabile hydrostatische Druck der Leibeshöhlenflüssigkeit.
Meist werden die gebohrten Röhren mit Schleim und Exkrementen der Würmer ringsherum ausgekleidet und somit für den raschen Auf- und Abstieg stabilisiert. Man nennt diese Verfestigung auch „Tapete“. Sie dient auch den Pflanzen als Dünger.

### Fortpflanzung

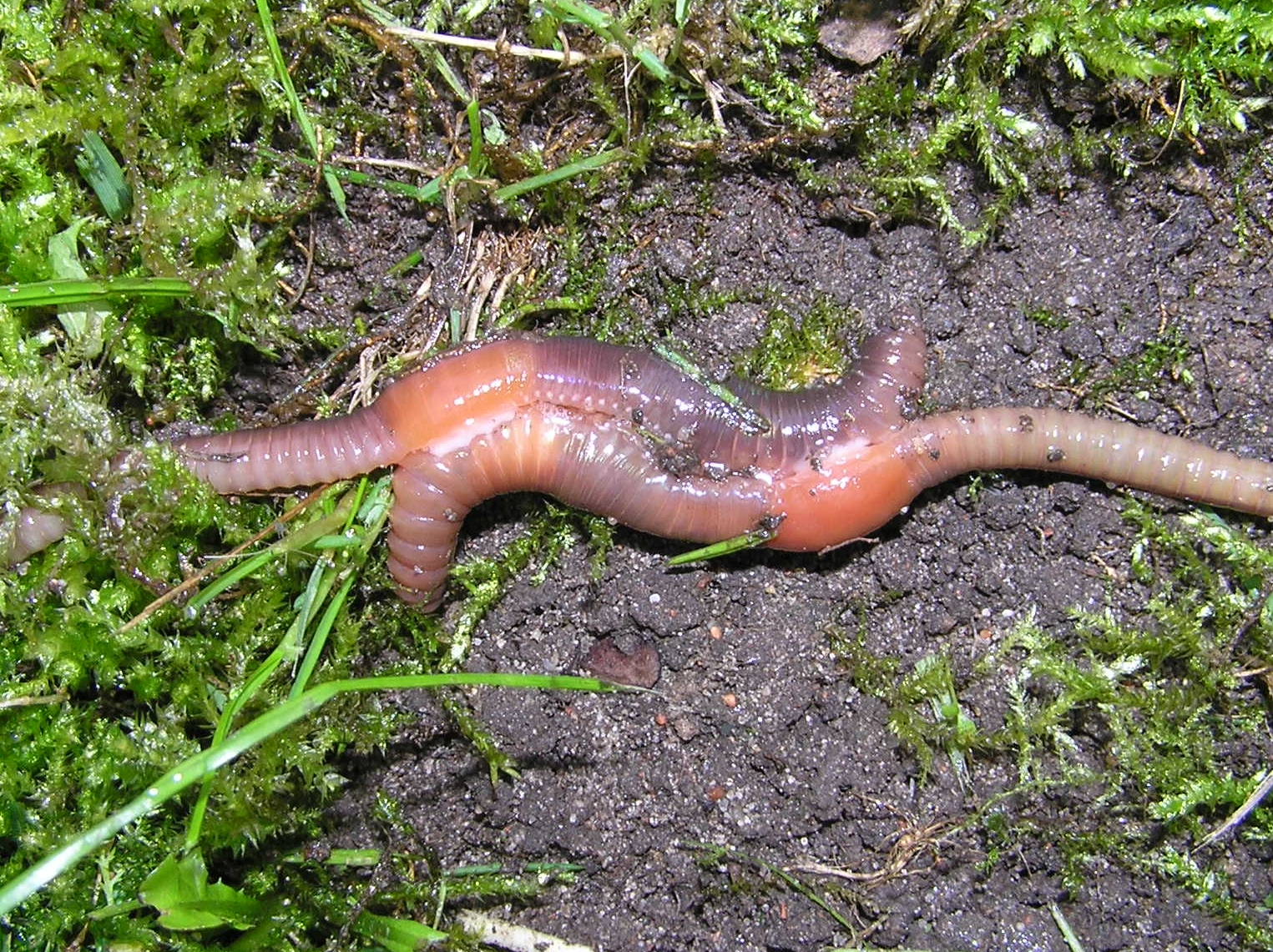
Kopulation – das Clitellum ist bei beiden Würmern gut sichtbar.

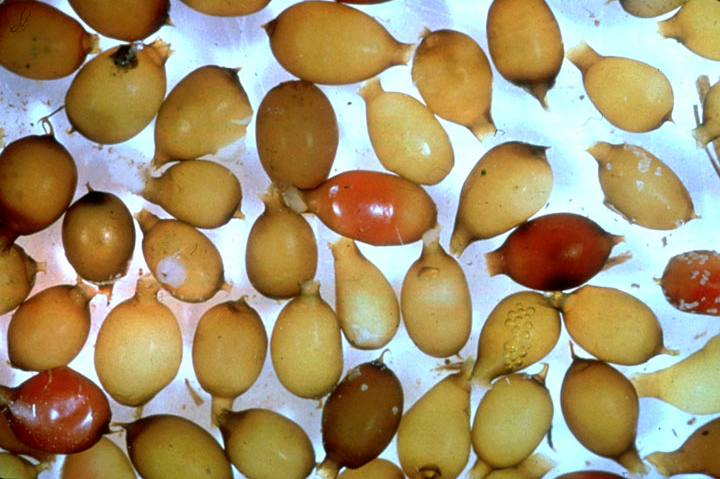
Kokons von Lumbricus terrestris

Die Geschlechtsreife, die mit ein bis zwei Jahren eintritt, zeigt sich durch die Ausbildung des sogenannten Gürtels (Clitellum), einer gelblichen sattelförmigen, drüsenreichen Verdickung vom 27. bis 35. Segment. Die Seitenränder des Clitellums treten als sogenannte Pubertätsleisten (Tubercula pubertatis) besonders hervor.
Regenwürmer sind Zwitter und begatten sich wechselseitig. Große Drüsen des Gürtels scheiden bei der Begattung ein Sekret aus, mit dem sich jeder Wurm an der Bauchseite des 10. Segmentes des anderen Partners gegenläufig anheftet. Dann scheidet jeder Wurm aus den beiden Spermienleitern eine deutlich sichtbare Spermienportion aus, die er durch Hautbewegungen längs zweier Samenrinnen in Richtung seines Gürtels zu den dort befindlichen Samentaschen (Receptacula seminis) des Partners transportiert. Die dort gespeicherten fremden Spermien dienen ein paar Tage später zur Befruchtung der eigenen Eizellen. Bei einigen Regenwurmarten wurde hin und wieder auch Selbstbefruchtung beobachtet.
Die Eier werden (wie auch bei den Blutegeln) in Kokons abgelegt. Ein Clitellum-Sekret dient zur Bildung der Hülle dieses Ei-Kokons, ein zweites füllt es mit einer Eiweißschicht. Dann zieht sich der Wurm rückwärts aus dem Kokonring, in den dabei aus den Eileitermündungen je nach Art ein oder mehrere Eier und aus den Samentaschen Spermien abgegeben werden. Die Embryonen ernähren sich von Proteinen, von denen sie umgeben sind, und machen im Ei nach einer kurzen Trochophora-Phase die Metamorphose zum zunächst durchsichtigen Wurm durch.
Die Entwicklungsdauer der Jungwürmer kann je nach Art und Umgebungstemperatur sehr verschieden sein. So schlüpft der Kompostwurm (Eisenia fetida) in seiner relativ warmen Umgebung bereits nach 16 bis 20 Tagen, dagegen benötigt Lumbricus terrestris bei einer mittleren Bodentemperatur von etwa 12 °C bis zu 135 Tage.

### Verhalten bei Hitze und Kälte
Das Temperaturoptimum der meisten Regenwurmarten liegt bei 10 bis 14 °C (Kompostwürmer: 20–25 °C). Darüber hinaus brauchen sie feuchte Erde. Dadurch sind Regenwürmer im Sommer und Winter weniger bis gar nicht aktiv.
Die Wintermonate (Dezember bis Februar) verbringen Regenwürmer in Mitteleuropa in 40 bis 80 cm Bodentiefe in einer Art Kältestarre. Häufig finden sich unter wärmespeichernden Bodenstrukturen wie Baumstümpfen, Steinen oder Komposthaufen ganze Kolonien zusammengerollter Würmer. Unter hohen und dicht geschlossenen Schneedecken ist der Boden gegen Kälte geschützt und meist nicht gefroren. Stellenweise kann man hier Regenwürmer beobachten, die selbst im Winter im Bereich des Oberbodens aktiv sind. Noch ist unbekannt, inwieweit und wie lange die Tiere Kältegrade überstehen können. Mittelfristig droht den im Winter aktiven Würmern die Gefahr auszutrocknen, da eine Durchfeuchtung des Bodens aufgrund der gefrorenen Schneedecke bzw. Bodenoberfläche nicht stattfindet. Manche Arten können während der Winterruhe ca. 80 % ihres ursprünglichen Gewichts einbüßen, bevor sie sterben. Lumbricus terrestris zum Beispiel vollzieht in den relativ milden Gegenden Südwestdeutschlands (Oberrheingraben) keine richtige Winterruhe. Er erscheint in feuchten, frostfreien Nächten stets an der Bodenoberfläche, um Nahrung aufzunehmen.
Die im Herbst abgelegten Kokons der geschlechtsreifen Regenwürmer entwickeln sich im frostfreien Boden über den Winter hinweg weiter. Im Frühjahr schlüpfen die Jungwürmer nach Eintritt einer Bodentemperatur von über 10 °C.

### Flucht an die Oberfläche bei Regen

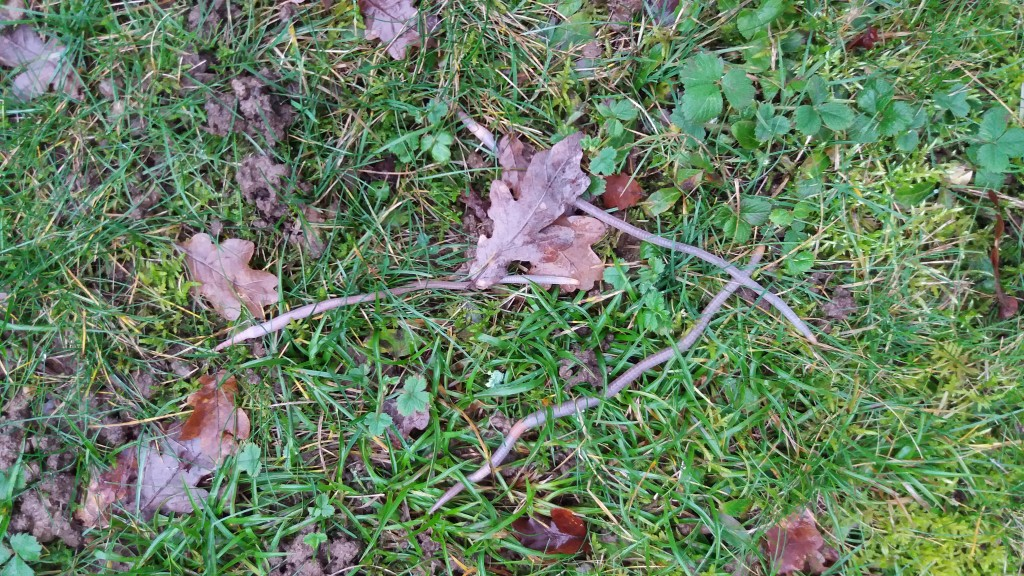
Nach Dauerregen an die Oberfläche geflüchtete Regenwürmer

Weshalb die Regenwürmer bei Regen ihre Wohnröhren verlassen, ist noch nicht vollständig geklärt. Oft wird angenommen, dass die Regenwürmer nicht an die Erdoberfläche kriechen, weil sie das feuchte Milieu der Niederschläge lieben, sondern weil sie bei Regen, insbesondere bei langanhaltenden Regenperioden, in ihren Gängen im Erdboden ersticken würden, da der im Wasser gelöste Sauerstoff nicht ausreicht, um den Wurm über die Hautatmung mit genügend Sauerstoff zu versehen. Wissenschaftliche Untersuchungen zeigten jedoch, dass selbst unter anaeroben Bedingungen unter Wasser gehaltene Regenwürmer erst nach 35 Stunden langsam zugrunde gehen. Wie sich weiter herausstellte, schalten die Würmer unter diesen extremen Bedingungen auf einen glykolytischen Stoffwechsel ohne Sauerstoffverbrauch um (Milchsäuregärung). Regenwürmer sind imstande, Überschwemmungen mit sauerstoffreichem Wasser bis zu mehrere Monate lang zu überleben. Tatsächlich erreichen sie in oft überschwemmten Auenbereichen sogar ungewöhnlich hohe Siedlungsdichten.
Eine Studie der Carleton Universität im kanadischen Ottawa legt hingegen nahe, dass Regenwürmer aus Angst vor Maulwürfen an die Oberfläche kriechen: In Amerika ist es üblich, dass Angler Regenwürmer mittels „worm grunting“ (Substratschall, erzeugt durch einen in den Boden getriebenen Stock und eine vibrierende Metallscheibe) aus dem Boden austreiben, das Geräusch ähnle dem Grabegeräusch der Maulwürfe, wichtiger Fressfeinde von Regenwürmern. Fallende Regentropfen sollen ähnliche Frequenzen erzeugen, was die Würmer eventuell mit grabenden Maulwürfen verwechseln. Eine zweite Studie in Florida erzielte vergleichbare Ergebnisse. Ob diese Ergebnisse, erzielt an den amerikanischen Diplocardia mississippiensis, Diplocardia floridana und Pheretima diffringens, Familie Acanthodrilidae, allerdings allgemein gültig sind, ist unklar. Lumbricidae scheinen auf Substratschall nicht in vergleichbarer Weise zu reagieren.

## Bedeutung für die Bodenverbesserung

### Rolle als Destruenten

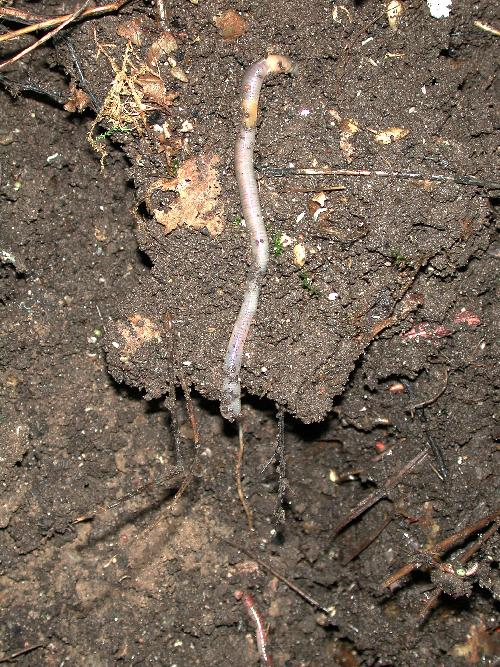
Regenwürmer sorgen für Belüftung des Bodens.

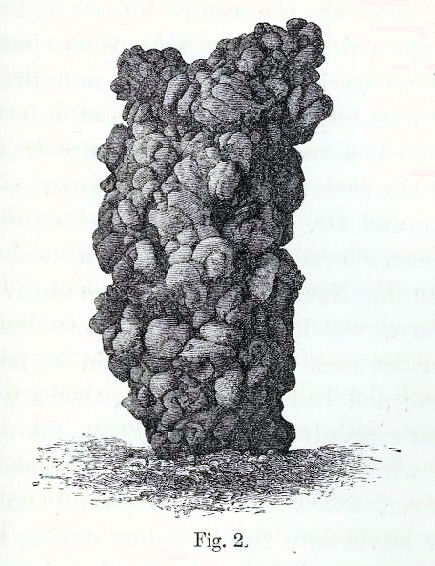
Bodenbildende Ausscheidungen von französischen Regenwürmern (aus Darwins Die Bildung der Ackererde durch die Tätigkeit der Würmer). Nach Ansicht von Louis Pasteur holen Regenwürmer auf diese Weise auch die Sporen von Milzbrand-Bakterien aus vergrabenen Tierkadavern wieder an die Oberfläche.

Regenwürmer können in bestimmten Bereichen einen Anteil von bis zu 90 Prozent der Biomasse der gesamten Bodenfauna ausmachen, wobei die Wurmdichte bis zu 2000 Individuen pro Quadratmeter erreichen kann. Sie nehmen als Destruenten eine zentrale Stellung beim Abbau organischer Substanzen ein. Die lufthaltigen Gänge der Regenwürmer sorgen dafür, dass aerobe Bakterien mit genügend Sauerstoff versorgt werden und sich abgestorbene Pflanzenteile besser zersetzen.
Die gezielte Verarbeitung von Kompost (Kompostierung) durch Regenwürmer (Wurmkompost) ergibt als Produkt den sogenannten Wurmhumus mit hochkonzentrierten Bestandteilen an pflanzenverfügbaren Nährstoffen.
In den Llanos genannten Ebenen in Kolumbien und Venezuela entstanden vor allem durch Ausscheidungen von Regenwürmern der Gattung Andiorrhinus (Familie Glossoscolecidae) gebildete, Quadratkilometer große Landschaften aus bis zu fünf Meter breiten Erdhügeln, genannt Surales.

### Belüftung und Durchmischung der Böden
Ihren Kot setzen die Regenwürmer meist oberirdisch in Form von geringelten Kotbällchen am Mündungsende ihrer Gänge ab. Schon 1881 beschrieb Charles Darwin in seinem Buch Die Bildung der Ackererde durch die Tätigkeit der Würmer die Tatsache, dass Regenwürmer beständig die aus den tieferen Schichten des Bodens stammende Erde durch ihren Darm hindurch an die Erdoberfläche befördern und dadurch zur Auflockerung und Belüftung der Böden beitragen. Als begleitender Effekt zeigt sich das erleichterte Eindringen von Wasser in tiefere Bodenschichten. Dies wiederum fördert das Pflanzenwachstum. In den vertikal gebohrten Gängen können aber auch Pflanzenwurzeln schneller in die Tiefe wachsen.
Nach Darwins Berechnung befördern die Regenwürmer in vielen Teilen Englands jährlich auf einem sechs Hektar großen Landstück ein Gewicht von mehr als 25.000 kg Erde an die Oberfläche und bewirken dadurch eine ganz erhebliche Durchmischung der Bodenschichten, wobei der Untergrund mit Humusstoffen angereichert wird. Durch diese Tätigkeit „versinken“ Gegenstände im Boden, weil die Ausscheidungen, die auf der Oberfläche abgelagert werden, aus tieferen Bodenschichten stammen. Dieser Vorgang wird allgemein als Bioturbation bezeichnet. In den Oberböden der Tropen und Subtropen wurden noch wesentlich höhere Umsetzungsraten festgestellt. Es liegt nahe, dass die Böden des tropischen Regenwaldes hierbei an der Spitze liegen (bis zu 280 t pro ha).
Ebenfalls 1881 hatte aber Louis Pasteur auch darauf hingewiesen, dass in den Kotbällchen der Regenwürmer Krankheitserreger aus tieferen Erdschichten an die Oberfläche gelangen können. Damals war es üblich, an Milzbrand-Erregern (Bacillus anthracis) verstorbene Rinder, Schafe und Pferde auf einer Acker- oder Wiesenfläche zu vergraben. In den Kotbällchen der Regenwürmer über diesen Kadavern waren hohe Konzentrationen an Milzbrand-Erregern entdeckt worden, die nachweisbar von Weidetieren aufgenommen wurden und zu weiteren Infektionen führten. Ein Jahr später erörterte auch Robert Koch diese Form der Infektion in seiner Publikation „Über die Milzbrandimpfung“.
Im Freiland sind die positiven Einflüsse von Regenwürmern nicht messbar, da man sie von den anderen Umwelteinflüssen nicht trennen kann. Unter standardisierten Bedingungen im Labor hingegen sind die Auswirkungen ihrer Tätigkeiten auf die Bodenverbesserung belegbar.

### Biologischer Gartenbau
Für den biologischen Gartenbau sind Regenwürmer von zentraler Bedeutung. Regenwürmer gelten als wichtigste Erzeuger von Dauerhumus, gleichbedeutend mit den Ausscheidungen des Regenwurms, einer stabilen Bodenstruktur, ideal für das Pflanzenwachstum und mit vielen für die Pflanzen verfügbaren Nährstoffen. Daher ist auch die Pflege des Bodens in Form von Abdecken oder oberflächliches Hacken gegen Austrocknung, Mulchen und Einbringen von Kompost eine Vergünstigung der Lebensbedingungen für das Bodenleben (Edaphon) und somit für die Regenwürmer.
Der Komposthaufen im biologischen Gartenbau stellt sozusagen die Verdauungstätigkeit des Regenwurms im großen Stil nach. Hier finden sich vor allem der Kompostwurm und der Rote Waldregenwurm sehr häufig ein, ebenso wie unter ausgebrachtem Mulchmaterial. Die Reife des Kompostes lässt sich dadurch feststellen, dass der Haufen zusammengesunken ist und die Regenwürmer diesen verlassen haben.
Die Nährstoffanreicherung durch die Regenwürmer wird indirekt durch organische Düngung erzeugt und auf Kunstdünger wird explizit verzichtet. Da die Grabetätigkeit der Regenwürmer den Boden ausreichend lockert, ist im biologischen Garten bei richtiger Bodenpflege ein Umgraben im Gegensatz zur konventionellen Anbaumethoden nicht mehr erforderlich.

## Fressfeinde
Regenwürmer dienen zahlreichen Vogelarten als Nahrungsquelle. Meist sind es Stare, Drosseln und Krähen, im Norden auch vermehrt Möwen und Austernfischer, die den Würmern gezielt nachstellen. Weitere natürliche Feinde sind Marder, Maulwürfe, Igel, Spitzmäuse, Erdkröten, Frösche, Feuersalamander, Hundertfüßer, Ameisen, Laufkäfer und Landplanarien. Auch Füchse und Dachse ernähren sich gern von Regenwürmern.

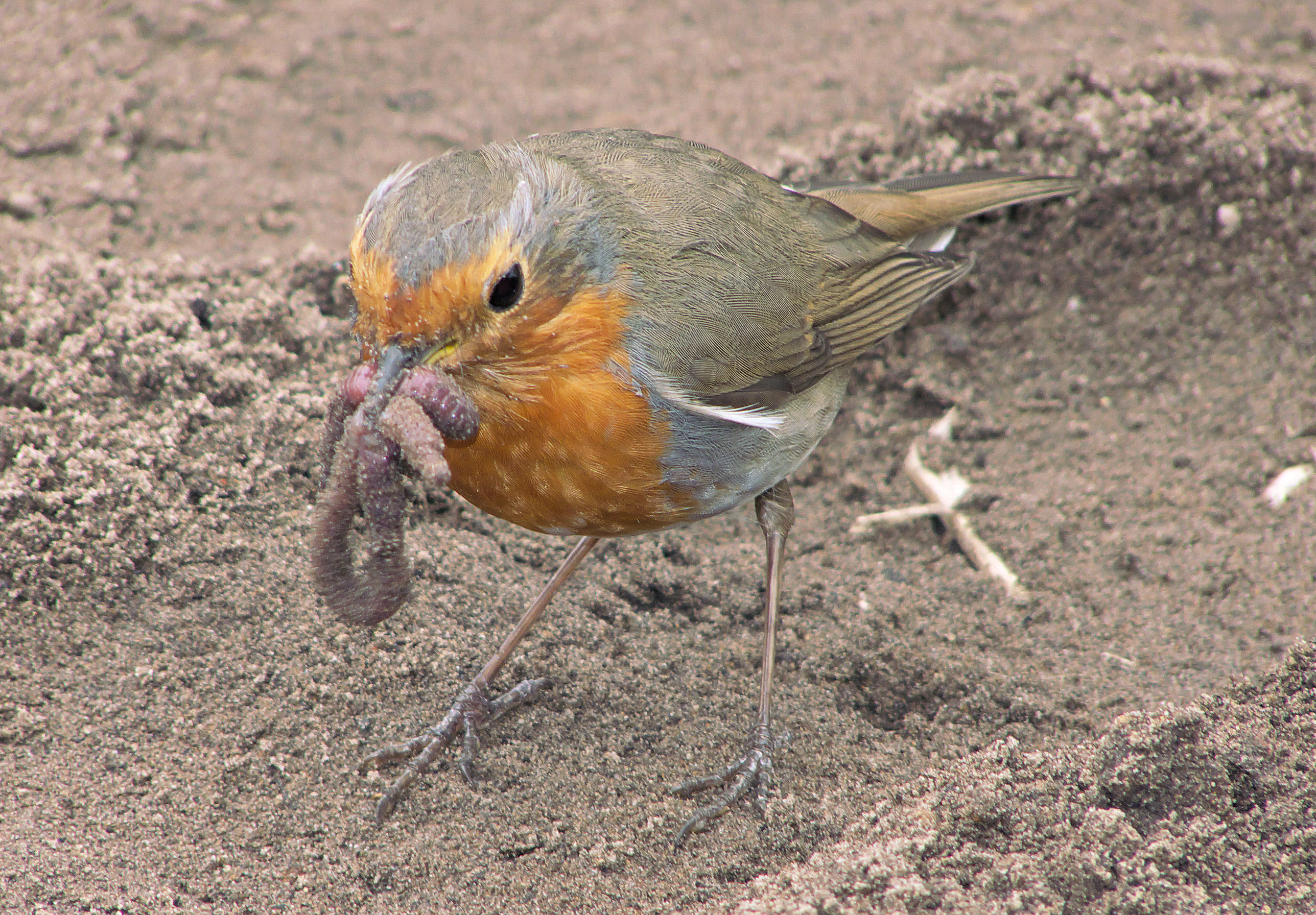
Rotkehlchen mit Regenwurm
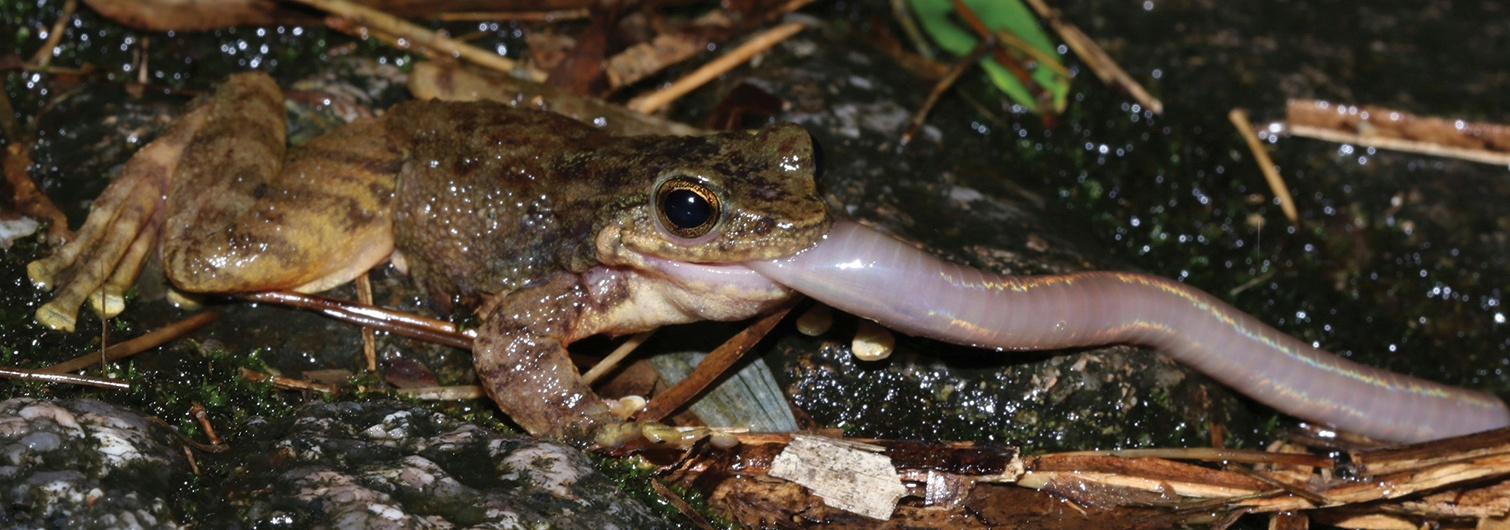
Kaskadenfrosch (Amolops sinensis) beim Verzehr eines Regenwurms
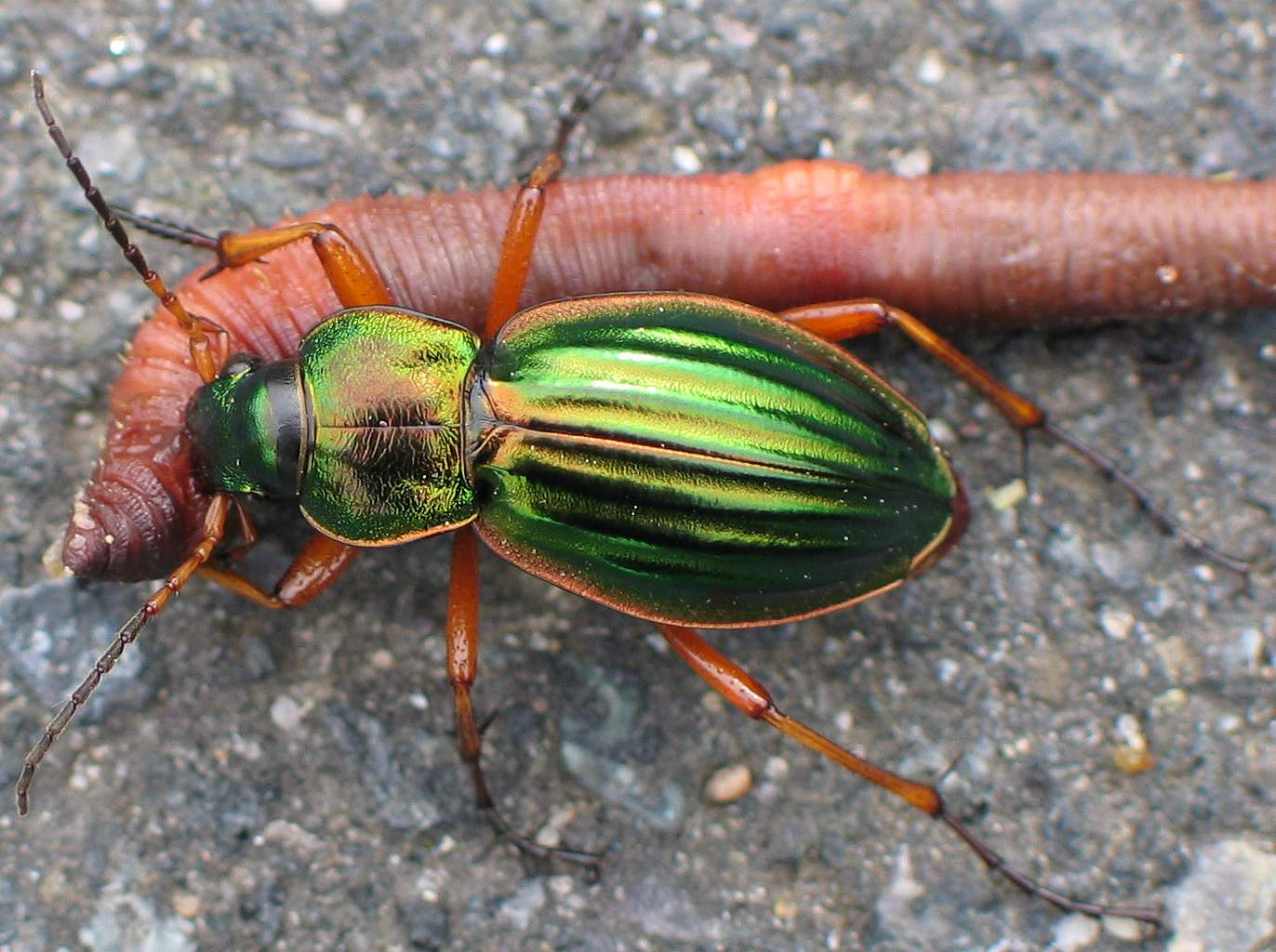
Laufkäfer (Carabus auratus) beim Fang eines Regenwurmes
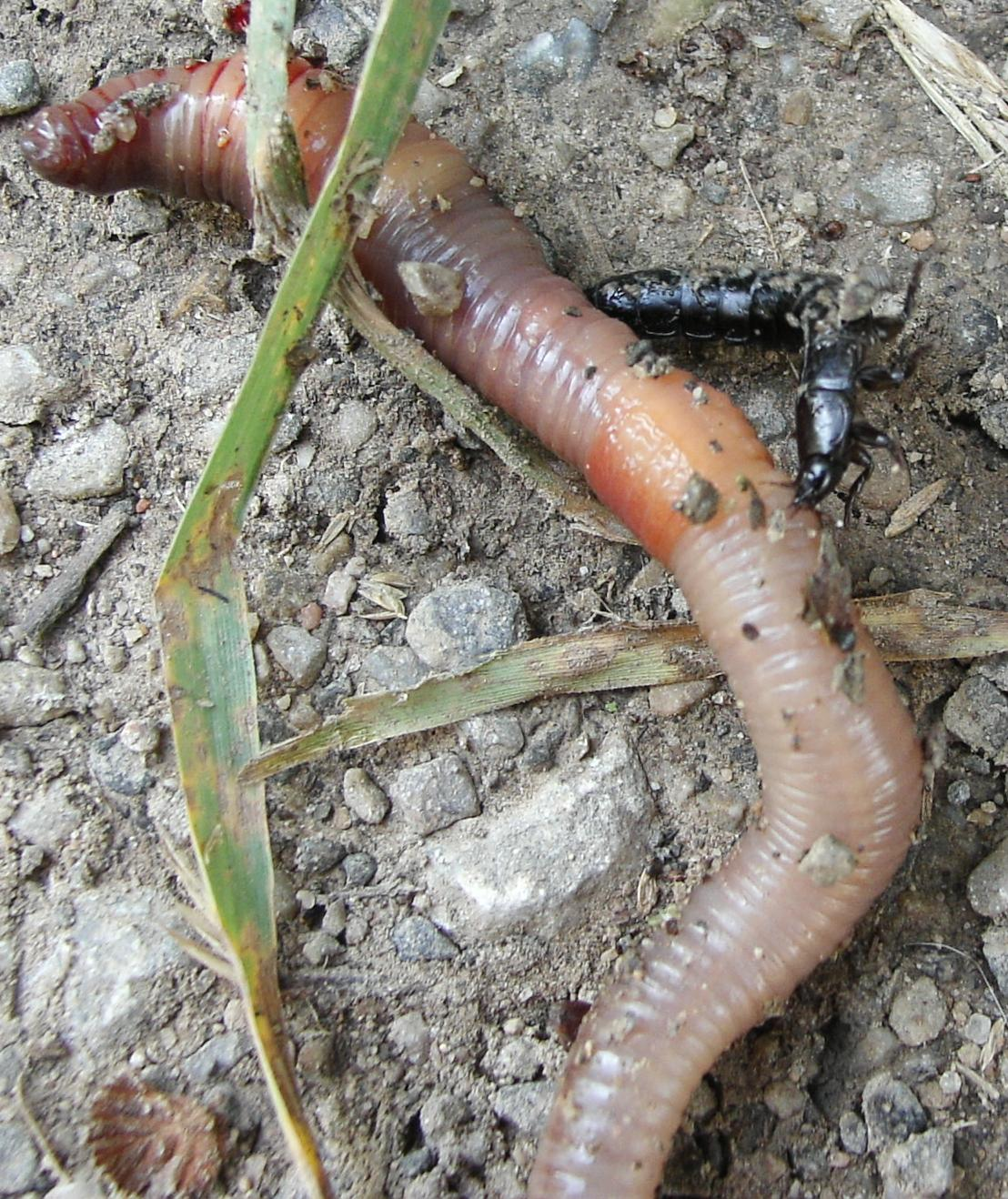
Schwarzer Moderkäfer attackiert einen Regenwurm

Maulwürfe beißen den Regenwürmern häufig ins Vorderende, um sie am Wegkriechen zu hindern. Die auf diese Art und Weise fluchtunfähig gewordenen, aber noch lebensfähigen Würmer werden anschließend an einem sicheren Platz unter der Erde als Nahrungsvorrat deponiert, zum Beispiel für die Wintermonate.

## Parasiten
In Regenwürmern leben zahlreiche parasitierende Organismen. Neben verschiedenen, zum Teil symbiotisch lebenden Bakterien, Ciliaten und Flagellaten finden sich besonders häufig Gregarinen (Sporozoen) und Fadenwürmer (Nematoden). Befallen werden vor allem die Leibeshöhle sowie die Samenblase. Die meisten Parasiten sind harmloser Natur, einige aber übertragen als Zwischenwirte schwere Krankheiten (zum Beispiel die Lungenwurmkrankheit bei Schweinen und Hühnern durch Metastrongylus-Arten). Hin und wieder werden auch Larven von Bandwürmern (Eucestoda) in Regenwürmern nachgewiesen. Gelegentlich parasitieren auch Larven der Goldfliege (Lucilia sericata) in Regenwürmern. Sie halten sich bevorzugt im vorderen Bereich des Regenwurms (drittes und viertes Segment) auf und führen nach einiger Zeit zum Tod ihres Wirts.

## Gefährdung und Schutz

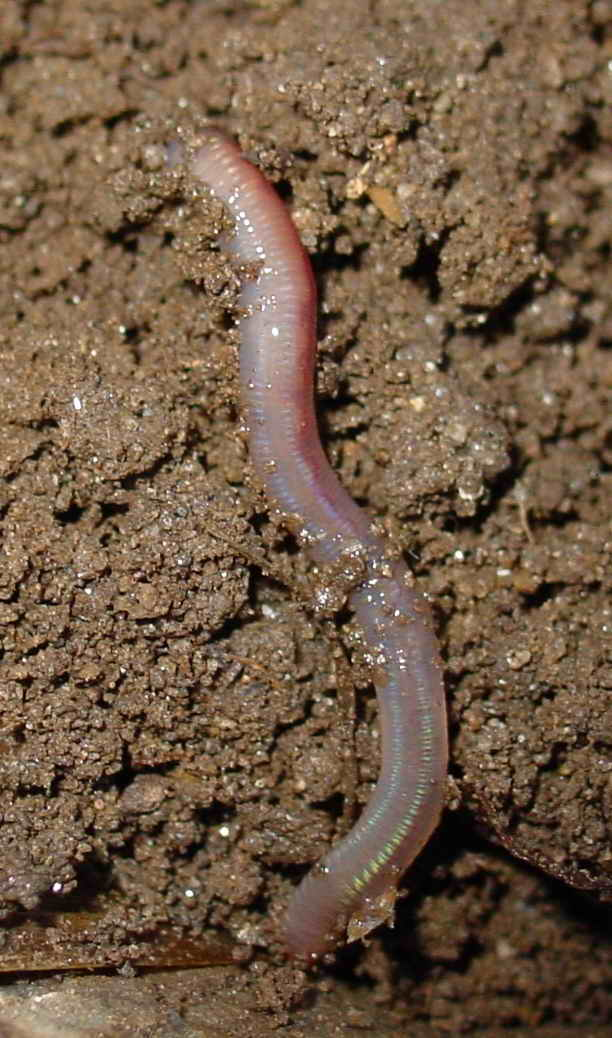
Regenwurm im Bodenprofil

Über die Gefährdung einzelner Regenwurmarten ist vergleichsweise wenig bekannt, weil in den meisten Regionen die Fauna schlecht bekannt ist. Selbst für das faunistisch gut erforschte Deutschland liegt erst seit 2013 eine Rote Liste vor, die im Rahmen einer Projektarbeit am Senckenberg Museum für Naturkunde Görlitz erstellt wurde. Von den 47 hier etablierten Arten gelten 14 Arten als extrem selten, 2 Arten sind im Bestand gefährdet. Zahlreiche gefährdete endemische Arten mit kleinem Verbreitungsgebiet sind von der Balkanhalbinsel bekannt. Global betrachtet ist, neben der ackerbaulichen Nutzung von früheren Wäldern, die Einschleppung exotischer Arten mit Verdrängung der lokalen Fauna einer der wesentlichen Gefährdungsfaktoren. Besonders bedroht ist etwa die artenreiche Fauna der karibischen Inseln.
Dichte und Häufigkeit von Regenwürmern hängen von Bodenfaktoren und Landbewirtschaftung ab. Regenwürmer sind selten oder fehlen ganz in sandigen Böden mit niedrigem pH-Wert. Außerdem hängt ihr Vorkommen von der Pflanzenstreu ab. Unter Nadelwald leben deshalb weniger Regenwürmer als unter Laubwald, besonders selten sind sie in Eucalyptus-Forsten.
Aufgrund des Einflusses auf die Bodenstruktur und die Streuzersetzung wird in landwirtschaftlichen Böden meist eine hohe Regenwurmdichte angestrebt. Extrem vermindert wird ihre Dichte allerdings durch Pflügen, worunter besonders die großen Arten spezifisch leiden. Während organische Düngung, z. B. Kompostgaben, günstig sind, vermindert Ausbringen von Gülle ihre Siedlungsdichte. Auch von vielen Pestiziden sind negative Auswirkungen nachgewiesen (insbesondere Fungizide und Insektizide). Für Herbizide mit dem Wirkstoff Glyphosat konnte ein 2016 erschienener Review feststellen, dass sich Glyphosat meistens nur geringfügig und temporär auf die Bodenfunktion auswirkt, aber bei manchen Regenwurmarten einen Effekt zeigt. Die Autoren sehen weiteren Forschungsbedarf auf den Einfluss Glyphosats auf Regenwürmer in komplexen Ökosystemen.

## Wurmzucht, Wurmfarm
Die meisten Regenwurmarten können relativ einfach in Gefangenschaft gehalten und entsprechend gut vermehrt werden. Auf diese Weise werden Regenwürmer vielerorts in sogenannten Wurmfarmen in großem Stil gezüchtet und kommerziell genutzt. Vielfache Verwendung finden die Würmer als Futtertiere im Zoofachhandel oder als Köder für den Angler. Zuchtansätze und Zubehör zur Wurmzucht können von darauf spezialisierten Unternehmen im Internet bestellt und auf dem Postweg zugeschickt werden.
Seit einiger Zeit werden Wurmkulturen auch für die Bodenverbesserung und für die Kompostwirtschaft eingesetzt. Am besten eignen sich hierfür Arten, die bereits von Natur aus hohe Umsetzungs- und Reproduktionsraten aufweisen, z. B. Eisenia fetida.
Neuerdings werden auch tropische Regenwurmarten in geheizten Anlagen kultiviert, z. B. Eudrilus eugeniae aus Westafrika. Solche Arten sollten allerdings nur in geschlossenen Bereichen (Gewächshäusern, Laboreinheiten) gezüchtet werden. Ins Freiland ausgebracht werden sollten sie wegen der Neozoenproblematik jedoch nicht. Auch für den Hobbygärtner und den Halter von Terrarientieren (z. B. Schildkröten, Frosch- und Schwanzlurche) kann sich die Zucht von Regenwürmern in sogenannten Wurmkisten lohnen. Diese speziellen Behältnisse eignen sich u. a. auch für die Aufstellung auf Balkonen und Terrassen.
Immer wieder tauchen in der Presse Berichte auf, dass Regenwürmer für den menschlichen Verzehr gezüchtet und angeboten werden (z. B. als Fleischklößchen – sog. „Wormburger“ oder frisch frittiert). Aufgrund der generell starken Parasitierung der Würmer ist hier aber Vorsicht geboten (s. w. o. Parasiten).

## Fangmethoden

### Thielemannsche Oktettmethode
Die Thielemannsche Oktettmethode ist eine in der Wissenschaft inzwischen anerkannte Anwendung zum Fang von Regenwürmern mittels elektrischen Stroms. Das Verfahren nach dem Biologen Ullrich Thielemann wird häufig im Rahmen von Untersuchungen zur standardisierten Bestandserfassung der Regenwurmfauna spezieller Standorte angewandt. Auch im Zuge des Biomonitorings ist es eine weit verbreitete Nachweismethode. Hierbei stößt man acht Elektroden mit einem Abstand von etwa 50 cm zueinander kreisförmig in den Oberboden. Je nach Leitfähigkeit des anstehenden Bodens werden „zerhackte“ Gleichspannungsimpulse von 50 bis 250 Volt an die Elektroden für die Dauer von etwa 20 Minuten angelegt. Binnen weniger Minuten werden die im elektrischen Feld angesiedelten Regenwürmer aus dem Boden getrieben, wobei die größeren Exemplare meistens zuerst an die Oberfläche kriechen.

### Formaldehyd
Eine andere und auch üblichere Methode für die Gewinnung von Regenwürmern aus dem Erdreich ist die Anwendung von Formaldehyd. Zur Gewinnung der Tiere werden 50 ml 37-prozentiges Formalin auf 10 Liter Leitungswasser vermengt und die so erzeugte Formalinmischung auf etwa 1/2 m² Rasen- oder Bodenfläche verteilt. Die so gewonnenen Tiere werden nach dem Auflesen zur Abschleimung ca. 10 bis 15 Minuten in sauberes Leitungswasser gelegt. Für die Bestimmung der Tiere z. B. unter einem Binokular werden sie nach einer Erholungspause von etwa zwei Stunden mit CO2-Gas betäubt. Danach werden die Würmer auf ein vorbereitetes Zuchtsubstrat gelegt, wo sie sich nach fünf bis zehn Minuten eingraben.
Aufgrund der potentiellen Auswirkungen des Formalins auf andere Bodenorganismen ist diese Methode nicht zu empfehlen.

### Senf
Als Alternative zum giftigen und umweltschädlichen Formaldehyd wird seit Anfang der 1990er Jahre auch Senf als (zudem kostengünstigeres) Austreibungsmittel empfohlen. Bei dieser Methode werden zunächst 60 g Senfmehl in einen halben Liter Wasser gegeben. Nach einer Stunde Wartezeit und gründlicher Durchmischung wird die Suspension in 9,5 Liter Wasser gegeben. Ebenso kann Fertigsenf verwendet werden, der leichter zu handhaben ist, da er direkt in das Wasser eingerührt werden kann; jedoch ist hier die Austreibungswirkung im Hinblick auf bestimmte Regenwurmarten (namentlich der Gattungen Aporrectodea und Allolobophora) geringer.

### Andere Fangmethoden
In bestimmten Regionen Kanadas, der USA und Englands werden Regenwürmer in großem Maße mit Vibrationen gejagt. Die Methoden nennen sich worm grunting, worm charming und worm fiddling.

## Systematik
Die Familie Lumbricidae gehört in eine Klade der Gürtelwürmer (Clitellata), die nach einem morphologischen Merkmal, dem mehrlagigen Clitellum, als Crassiclitellata bezeichnet wird. Die Crassiclitellata entsprechen den Regenwürmern (oder engl. earthworms) im weiteren Sinne. Sie sind (fast) weltweit verbreitet, während Lumbricidae selbst nur holarktisch in Europa, Teilen Westasiens und Nordamerika vorkommen. Nach phylogenomischen Daten sind sowohl die Crassiclitellata wie auch die Lumbricidae monophyletisch. Die Analyse der Verwandtschaftsverhältnisse war jahrzehntelang durch die morphologische Einförmigkeit der Tiere, ihr hohes evolutives Alter, verbunden mit hoher Evolutionsgeschwindigkeit in einigen Teilgruppen, behindert worden, wodurch zahlreiche frühere systematische und taxonomische Hypothesen später widerlegt wurden. So erwiesen sich etliche Gattungen als polyphyletische, nach einem Merkmal zusammengefügte Verlegenheits-Taxa, sind also keine evolutiven Einheiten. Dies betrifft, mindestens, die „Gattungen“ Allolobophora, Aporrectodea, Cataladrilus, Cernosvitovia, Dendrobaena, Helodrilus und Octodrilus, möglicherweise auch weitere.
Innerhalb der Crassiclitellata wird eine Überfamilie Lumbricoidea unterschieden, die, in revidierter Fassung, die Familien Lumbricidae, Hormogastridae (unter Einschluss der monotypischen Ailoscolecidae), Criodrilidae und Lutodrilidae umfasst. Am engsten verwandt, und vermutlich Schwestergruppen, sind die Familien Criodrilidae und Hormogastridae. Die Criodrilidae sind eine kleine Familie mit nur einer oder zwei Gattungen und vermutlich nur drei Arten, mit paläarktischer Verbreitung, von der europäischen Mittelmeerregion und Nordafrika bis Japan. Die Hormogastridae umfassen vier Gattungen mit knapp 30 Arten, die an besonders trockene Böden adaptiert sind, und leben im westlichen Mittelmeerraum.
Den genetischen Daten zufolge entstand die Familie Lumbricidae schon in der Kreide. Die am frühesten abgespaltenen Arten leben im westlichen Mittelmeerraum und auf den Inseln Sardinien und Korsika, so dass eine Entstehung der Familie in Europa wahrscheinlich erscheint, wo sie auch heute ihren Verbreitungsschwerpunkt besitzt. Die nordamerikanischen Arten hätten den Kontinent noch vor der Spaltung des Urkontinents Laurasia besiedelt. Die ältesten Arten besitzen alle eine endogäische Lebensweise innerhalb des Erdbodens. Die epigäischen, in der Streuschicht lebenden und die anözischen, zwischen den Strata wechselnden Arten wären demnach jünger und von diesen abgeleitet.
Regenwürmer sind mit anderen als „Würmer“ bezeichneten Tieren nicht näher verwandt. Der Begriff der „Würmer“ kennzeichnet heute nur noch einen bestimmten Habitus, aber keine systematische Einheit.

### In Deutschland vorkommende Gattungen und Arten
In Deutschland wurden insgesamt 47 Regenwurmarten aus 15 Gattungen nachgewiesen, wobei mit dem Badischen Riesenregenwurm (Lumbricus badensis) nur eine endemische Art besteht. Die Anzahl der Arten nimmt von Norden nach Süden zu, 14 Arten kommen ausschließlich im Süden vor.
In der Familie der Regenwürmer werden aktuell über 670 Arten in über 40 Gattungen anerkannt. Sie werden in ökologische Gruppen eingeteilt und umfassen nach der taxonomischen Einteilung der zuvor zitierten – auf Deutschland beschränkten – Untersuchung folgende Gattungen und Arten:

Gruppe der endogäischen Regenwürmer (wohnen in der oberen Mineralschicht des Bodens in horizontalen Gängen):
Gattung Allolobophora

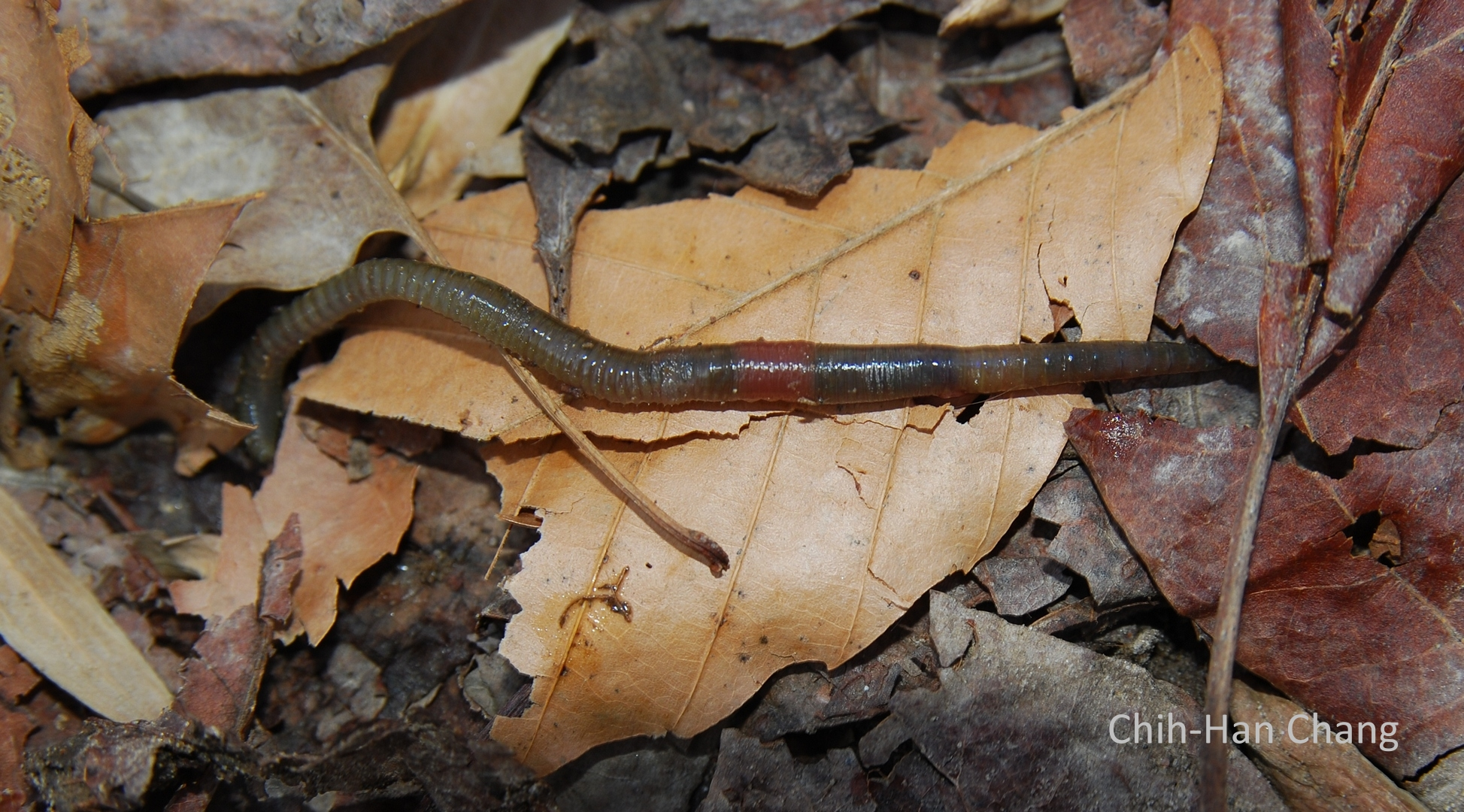
Allolobophora chlorotica

- Kleiner Ackerwurm, Gartenwurm (Allolobophora chlorotica)
- Allolobophora icterica (syn. Aporrectodea icterica, wurde 2023 bei der Gattungsrevision neu zugeordnet)

Gattung Aporrectodea (syn. Allolobophora)
- Grauwurm, Kleiner Wiesenwurm (Aporrectodea caliginosa Syn. Nicodrilus caliginosus)
- Aporrectodea cupulifera
- Aporrectodea georgii
- Aporrectodea handlirschi
- Aporrectodea jassyensis
- Aporrectodea limicola
- Großer Wiesenwurm (Aporrectodea longa syn. Allolobophora longa syn. Nicodrilus longus)
- Schleimwurm (Aporrectodea rosea)
- Aporrectodea thaleri

Gattung Helodrilus
- Helodrilus oculatus
- Helodrilus bavaricus[44] 2024 erstbeschrieben.

Gattung Murchieona
- Murchieona minuscula
- Murchieona muldali

Gattung Octodrilus
- Octodrilus argoviensis (in Gewässern vorkommend, in Deutschland nur in einem Alpensee in 2000 m Höhe)
- Octodrilus transpadanus

Gattung Octolasion
- Bläulicher Regenwurm (Octolasion cyaneum)
- Octolasion tyrtaeum

Gattung Proctodrilus
- Proctodrilus antipae
- Proctodrilus tuberculatus

Gruppe der anecischen Regenwürmer (wohnen in oberen bis drei Meter tiefen Bodenschichten in vertikalen Gängen):
Gattung Aporrectodea
- Aporrectodea longa

Gattung Fitzingeria
- Fitzingeria platyura

Gattung Lumbricus
- Badischer Riesenregenwurm (Lumbricus badensis, im Südschwarzwald endemische Art)
- Lumbricus friendi
- Lumbricus polyphemus
- Gemeiner Regenwurm, Tauwurm (Lumbricus terrestris)

Gruppe der epigäischen Regenwürmer (wohnen in organischer Auflage über dem Boden):
Gattung Allolobophoridella
- Allolobophoridella eiseni (baumlebende, arboreale Art, in der Borke toter und lebender Waldbäume)

Gattung Aporrectodea
- Aporrectodea handlirschi
- Aporrectodea smaragdina, im Alpenraum

Gattung Dendrobaena
- Dendrobaena attemsi
- Dendrobaena auriculata
- Dendrobaena hortensis (Kulturfolger)
- Dendrobaena illyrica
- Stubbenwurm (Dendrobaena octaedra)
- Dendrobaena pygmaea
- Dendrobaena veydovskyi
- Dendrobaena veneta (Kulturfolger)

Gattung Dendrodrilus
- Köcherwurm (Dendrodrilus rubidus Syn. Dendrobaena rubida)

Gattung Eisenia
- Eisenia andrei (Kulturfolger)
- Eisenia fetida, Kompostwurm, Mistwurm
- Eisenia hortensis
- Eisenia lucens

Gattung Eiseniella
- Eiseniella tetraedra

Gattung Lumbricus
- Lumbricus baicalensis
- Brauner Laubfresser (Lumbricus castaneus)
- Lumbricus festivus
- Lumbricus meliboeus
- Roter Waldregenwurm, roter Laubfresser (Lumbricus rubellus)

Gattung Satchellius
- Satchellius mammalis

### Gattungen
Zur Familie Lumbricidae gehören folgende Gattungen:
- Allolobophora
- Allolobophoridella
- Aporrectodea
- Cernosvitovia
- Dendrobaena
- Dendrodrilus
- Eisenia
- Eiseniona
- Eophila
- Ethnodrilus
- Eumenescolex
- Fitzingeria
- Helodrilus
- Iberoscolex
- Kritodrilus
- Lumbricus
- Microeophila
- Murchieona
- Nicodrilus
- Norealidys
- Octodriloides
- Octodrilus
- Octolasion
- Orodrilus
- Perelia
- Postandrilus
- Proctodrilus
- Prosellodrilus
- Satchellius
- Scherotheca

## Verwendung als Bioindikatoren
Regenwürmer finden auch in der Bioindikation Anwendung. Sie akkumulieren im Boden Schwermetalle derart, dass deren Aufnahme der Schwermetalle mit den entsprechenden Bodengehalten korreliert. Das Monitoring von Regenwürmern dient vor allem zum Nachweis schleichender Bodenveränderungen. Da Regenwürmer am Beginn einer Nahrungskette stehen, kommt ihnen aus ökologischer Sicht eine große Bedeutung zu.
Für das Biomonitoring mit Regenwürmern wird aus einer Fläche von ungefähr einem halben Quadratmeter eine statistisch ausreichend große Anzahl von Regenwürmern eingesammelt. Die Probenahme ist jährlich zum gleichen Zeitpunkt zu wiederholen.

## Neozoenproblematik europäischer Regenwürmer in den USA
Im Nordosten der Vereinigten Staaten wirkt sich das Ernährungsverhalten (vermutlich als Angelköder) eingeschleppter europäischer Regenwurmarten stellenweise negativ auf das Bodenökosystem der Laubwälder aus. Da dort seit der letzten Eiszeit keine Regenwürmer verbreitet waren, haben sich die Laubwälder darauf eingestellt, dass sich dichte Laubschichten auf dem Boden bilden, die im Winter als Isolierung dienen und kleinere Pflanzen sowie Baumschösslinge vor Frost schützen. Wo aber Regenwürmer – zum Beispiel der Tauwurm und der Rote Waldregenwurm – diese Schicht zersetzen, sind Böden und Unterwuchs dem strengen Frost des nordamerikanischen Winters ausgesetzt. Dies kann dort heimische Arten sowie die Waldverjüngung bedrohen.

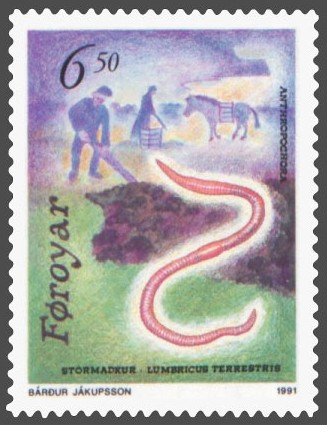
Briefmarke der Färöer-Inseln

## Regenwürmer in der Populärkultur
Ein Regenwurm ist der unkonventionelle Videospiel-Protagonist Earthworm Jim, ein schießfreudiger Superheld, der auch seine eigene Zeichentrick-Reihe erhielt. In der Zeichentrickserie Die Biene Maja tritt ein Regenwurm mit Namen Max auf. Andere Videospiele, in denen Regenwürmer die Hauptrollen spielen, sind die der Worms-Reihe.

## Trivia
Der 15. Februar ist in Deutschland Tag des Regenwurms, der wahrscheinlich im Jahre 2005 ins Leben gerufen wurde. Dabei geht es um den Schutz des Tieres, aber auch darum, auf seine ökologische Bedeutung aufmerksam zu machen.